# Medaglia del 50° anniversario di sacerdozio di Pio X
La medaglia del 50º anniversario di sacerdozio di Pio X venne istituita da papa Pio X nel 1908.
La medaglia venne istituita per commemorare il 50º anniversario di sacerdozio del pontefice. Data la sua particolare natura, la medaglia venne assegnata al posto della Medaglia Benemerenti per l'anno 1908.

## Insegne
La medaglia consiste in un tondo d'argento o di bronzo (a seconda della classe) riportante sul diritto il volto di Pio X rivolto verso destra, attorniato dalla legenda "PIVS P.P. X PONT. MAX." all'interno di una corona di rami di quercia intrecciati. Il rovescio riporta invece una corona d'alloro ed al centro, nel campo, sta la scritta "ANNO QVINQVAG. AB INITIO SACERDOTIO MDCCCLVIII MCMVIII"
Il nastro era azzurro con una fascia bianca al centro.